# Australopyrum
Australopyrum es un género de plantas herbáceas perteneciente a la familia de las poáceas. Es originario de Australia, Nueva Guinea y Nueva Zelanda.

## Citología
El número cromosómico básico del género es x = 7, con números cromosómicos somáticos de 2n = 14. diploide.

## Especies
- Australopyrum calcis Connor & Molloy
  -     - Australopyrum calcis subsp. calcis
    - Australopyrum calcis subsp. optatum Connor & Molloy
- Australopyrum pectinatum (Labill.) Á. Löve
  -     - Australopyrum pectinatum subsp. pectinatum
    - Australopyrum pectinatum subsp. retrofractum (Vickery) Á. Löve
    - Australopyrum pectinatum subsp. velutinum (Nees) Á. Löve
- Australopyrum retrofractum (Vickery) Á. Löve
  -     - Australopyrum retrofractum subsp. retrofractum
    - Australopyrum retrofractum subsp. velutinum (Nees) Á. Löve
- Australopyrum uncinatum Veldkamp
- Australopyrum velutinum (Nees) B.K. Simon